# Aethalops
Aethalops (Thomas, 1923) è un genere di pipistrelli della famiglia degli Pteropodidi.

## Descrizione

### Dimensioni
Al genere Aethalops appartengono pipistrelli di medio-piccole dimensioni con la lunghezza della testa e del corpo tra 65 e 73 mm, la lunghezza dell'avambraccio tra 42 e 52,8 mm e un peso fino a 24 g.

### Caratteristiche craniche e dentarie
Il cranio è privo dei fori post-orbitali,  mentre le ossa pre-mascellari sono in semplice contatto. Gli incisivi superiori interni sono più piccoli di quelli esterni.
Sono caratterizzati dalla seguente formula dentaria:

### Aspetto
La pelliccia è lunga, densa, lanosa e si estende sugli avambracci e sugli arti inferiori fino alle dita dei piedi. Il colore del corpo varia dal grigio scuro al nerastro. Il muso è relativamente corto e largo con le narici divaricate, mentre le orecchie sono relativamente piccole. La coda è assente, mentre l'uropatagio è ridotto ad una sottile membrana lungo la parte interna degli arti inferiori ed è densamente ricoperto di peli. Il calcar è rudimentale. Le ali sono attaccate posteriormente tra il primo e il secondo dito del piede.

## Tassonomia
Il genere comprende due specie.
- Aethalops aequalis
- Aethalops alecto